# Suha Pišnica
Suha Pišnica je gorski potok, ki izvira iz ledenika pod Prisojnikom, goro v Julijskih Alpah. V bližini Ruske kapelice se v potok izliva hudournik Zgornji žlebi, katerega struga se začenja pod Poštarskim domom na Vršiču. Suha Pišnica se v sotočju z Veliko Suho Pišnico združi v potok Velika Pišnica, ki se nato pri kranjskogorskem umetnem jezeru Jasna združi s potokom Mala Pišnica, od koder teče s skupnim imenom Pišnica do izliva v reko Savo.